# Marnay (Saône-et-Loire)
Marnay település Franciaországban, Saône-et-Loire megyében. Lakosainak száma 534 fő (2022. január 1.). Marnay Ouroux-sur-Saône, Gigny-sur-Saône, Saint-Cyr, Saint-Germain-du-Plain és Varennes-le-Grand községekkel határos.

## Népesség
A település népességének változása:
| Lakosok száma | 521  | 553  | 562  | 558  | 548  | 537  | 527  | 526  | 534  |
|               | 2013 | 2015 | 2016 | 2017 | 2018 | 2019 | 2020 | 2021 | 2022 |